# اسحاق‌خان قرایی
سردار اسحاق‌خان قرایی تربتی از رجال دورهٔ فتح‌علی‌شاه قاجار است و در حدود سال‌های ۱۱۵۰ تا ۱۲۳۱ هجری شمسی همزمان با اوایل حکومت قاجار در منطقه خراسان می‌زیسته‌است. وی از خان‌های خراسان بود که هم‌زمان با لشکرکشی فتحعلی شاه برای فتح خراسان در سال ۱۲۱۷ همراه با دیگر خانهای خراسان، به وی پیوست. اسحاق خان در تصرف خراسان توسط محمد علی میرزای دولتشاه در سال ۱۲۱۷، نقش مؤثری داشت.
از اسحاق خان قرایی تربتی، به عنوان ثروتمندترین و قدرتمندترین امرای خراسان در دوران سلطنت آقا محمد خان و فتحعلی شاه یاد می شود. او به زبان‌های فارسی و عربی مسلط بود. 
اسحاق خان قرایی که حاکم تربت حیدریه بود، پیرامون آن را حصار کشید و کاروانسرایی در آنجا ساخت که بعداً به قلعه‌ای تبدیل شد. در آن زمان تربت حیدریه دهکده‌ای بیش نبود و ظاهراً شهر در اواخر قرن دوازدهم هجری توسط اسحاق خان بنا گذاشته شده‌است.
اسحاق‌خان و پسرش حسین‌علی خان، در سال ۱۲۳۱ به دستور محمد ولی میرزا، پسر دوم فتحعلیشاه و حاکم خراسان، کشته شدند.

## به قدرت رسیدن
اسحاق بر مشکلات خارق‌العاده‌ای غلبه کرد تا خود را به عنوان رهبر قرایی تثبیت کند. او پسر یک تاجیک (اصطلاحی که برای افراد غیر ترک به ویژه فارسی‌ها به کار می‌رود) به نام محمد بیگ (معروف به محمد خو) بود که برای نجف قلی خان قره تاتار، رئیس قبیله قرایی، کار می‌کرد. اسحاق در کنار برادرش به عنوان چوپان بزرگ شد. او جایگاه اجتماعی‌ای را به ارث برد که حتی از پایین‌ترین عضو یک قبیله نظامی هم پایین‌تر بود. پدرش توجه رهبر قبیله قرایی را جلب کرد و به عنوان یوزباشی منصوب شد. در نتیجه، اسحاق مقام یساول (گرزدار) را به رئیس قبیله اعطا کرد و از این مقام برای متقاعد کردن رئیس قبیله به نیاز به یک کاروانسرا استفاده کرد.در حین انجام این اقدام، جاه‌طلبی‌های اسحاق شروع به آشکار شدن کرد.
با پیشرفت پروژه اسحاق، او به آرامی کاروانسرا را به قلعه تبدیل کرد و همزمان با دسیسه‌های مختلف، به نزاع‌ها و اختلافات درون قبیله دامن می‌زد. نقشه او با قتل نجف قلی توسط افسران خودش و فرار پسران رئیس از خراسان به اوج خود رسید. 
کمی بعد، او با دختر نجف قلی خان ازدواج کرد و با احمدشاه درانی وارد اتحاد شد. این اقدامات او را به رهبری قبیله رساند. او به عنوان رئیس قبیله، توانست تربت حیدریه را به منطقه‌ای مرفه و امن تبدیل کند و در عین حال از طریق کشاورزی، اجاره شتر به بازرگانان و توسعه بازرگانی، ثروت زیادی به دست آورد.
وفاداری اسحاق خان به تهران (و همچنین به هرات) صوری باقی ماند و ابراز تسلیم او به آقا محمد خان و فتحعلی شاه در زمان لشکرکشی‌هایشان به مشهد در سال‌های ۱۷۹۶ و ۱۸۰۲، به هیچ وجه واقعی نبود. انتصاب پسر جوانش، محمد ولی میرزا، توسط فتحعلی شاه در سال ۱۸۰۳ به عنوان والی خراسان، احتمالاً توسط اسحاق خان به عنوان اقدامی برای جلب وفاداری او تلقی شد و بنابراین این رئیس جاه‌طلب را راضی نکرد. با این حال، او از این فرصت استفاده کرد و به خدمت او درآمد و سمت‌های سردار (فرمانده سپاه) و وزیر (صدراعظم) را بر عهده گرفت. در دسامبر ۱۸۰۴، اسحاق خان قرایی غوریان را فتح کرد. 

## سقوط
نفوذ اسحاق کاملاً بر نفوذ محمد ولی سایه افکند، وضعیتی که جاه‌طلبی‌های اسحاق را برانگیخت. او با رؤسای خبوشان، رادکان، چناران، دره گز، جهان‌ارغیان و بجنورد توطئه‌ای را آغاز کرد تا حاکم را برکنار کرده و خود زمام امور را به دست گیرد.
این نقشه موفقیت‌آمیز بود و محمد ولی در حصر خانگی قرار گرفت. پس از غارت مشهد در ۷ سپتامبر ۱۸۱۳، همدستان اسحاق بر سر غنایم به نزاع پرداختند و حق اسحاق برای سلطنت را به چالش کشیدند. اسحاق کسانی را که هنوز به او وفادار بودند، گرد هم آورد و محمد ولی را به مقام خود بازگرداند. در تلاشی برای جبران، او یکی از دخترانش را به ازدواج حاکم درآورد. حاصل این ازدواج پسری به نام جعفر قلی میرزا قاجار بود.
اسحاق به دربار تهران سفر کرد و در آنجا شاه را متقاعد کرد که محمد ولی بی‌کفایت است. فتحعلی شاه نیز در نتیجه فرمانی صادر کرد و اسحاق را حاکم مشهد اعلام کرد و بدین ترتیب مقام شاهزاده را به مقام زینت‌الملک تنزل داد.
در عوض، محمد ولی مخفیانه به تهران رفت. در آنجا، او اسحاق را مردی جاه‌طلب و خطرناک معرفی کرد که پیشرفتش نیاز به بررسی داشت. شاه متقاعد شد و به محمد ولی دستور داد اسحاق را اعدام کند.
سرانجام در ۸ ژوئیه ۱۸۱۶، او و پسر ارشدش، حسنعلی خان، به دستور و در حضور محمد ولی میرزا قاجار خفه شدند. با این حال، اعدام‌ها اوضاع را بدتر کرد و فتحعلی شاه (که او نیز از حمله افغان‌ها می‌ترسید) را مجبور کرد پسرش را از سمت والی خراسان برکنار کند و برادر دیگرش حسنعلی میرزا قاجار را جایگزین او کند.